# Holtzmann-hárfák
A Holtzmann-hárfák a 18. században Párizsban működő Holtzmann (más írásmóddal: Holtzman, Hollzmann) hárfakészítő műhely által készített, rendszerint egyszerű pedálmechanizmussal felszerelt, rokokó stílusú hárfák. A műhely tulajdonosáról és tagjairól kevés személyes adat maradt fenn. Magyarországi múzeumokban két Holtzmann-hárfa található. Az egyik a Magyar Iparművészeti Múzeum Bútorgyűjteményében (leltári száma: 19.760), a másik az MTA Zenetörténeti Múzeum hangszergyűjteményében (lsz: 72.14.1). Utóbbi hétköznapi elnevezése „A csónakos”, nevét a díszítése alapján kapta. Mindkét hangszer mint 18. századi luxuscikk korábban nemesi tulajdonban volt.

## A Holtzmann-műhely
A német eredetű Holtzmann-családról kevés adat maradt fenn. A hangszerek mesterjegyei alapján valószínűleg ketten voltak: Gottfried (Godefroy) Holtzmann és H. Holtzmann, aki talán a fia volt az elsőnek.
A Holtzmann-hárfák a maguk idejében nem tartoztak a legelőkelőbb, legdrágább hangszerek közé. Ugyanakkor jó minőségű és szép kivitelű hangszerek voltak, amelyek mind technikai színvonalukban, mind művészi kivitelezésükben a kor élvonalába tartoztak.
A  mai szakkönyvek a Holtzmannokat a legnevesebb korabeli hárfakészítők (Hochbrucker, Salomon, Cousineau, Nadermann, Érard) között említik, bár különösebb technikai vagy művészi újítások nem fűződtek a nevükhöz. Napjainkban Beat Wolf készít hasonló, rokokó stílusú hárfákat.

## A csónakos

### Leírása
A hangszer 164 cm magas és 34 cm széles, mélysége 72 cm. Rokokó díszítésű, egyszerű pedálmechanizmussal van felszerelve. A rezonánslap fenyőből, a többi rész jávorfából készült. A pedálok száma 7. Eredetileg 36 húrja volt, később 4 újabb (2 magas és 2 mély) húrt szereltek rá. Ezek azonban nincsenek kapcsolatban a pedálszerkezettel, játékközben tehát nem áthangolhatók. A hárfa hangterjedelme az újabban rászerelt húrokkal együtt C-g4. Kizárólag bélhúrok találhatók rajta, és a szokásnak megfelelően a C húrok pirosak, az F húrok kékek. 
A hangszer világos pácolású, nem aranyozott. Természetes hatású, mint a ránk maradt Holtzmann-hárfák legtöbbje. A rezonánstestet 7 bordából alakították ki. Keresztmetszete - a mai hárfáktól eltérően - nem félkörív, hanem sokszögű. Szintén eltérés, hogy a hanglyukak nem a rezonánstest hátulján kaptak helyet, hanem elől, a rezonánslapon. Ennek jobb és bal oldalán szimmetrikusan 3-3, összesen 6 hanglyuk található, és kézi festésű rózsákkal igyekeztek elrejteni őket. A rezonánslap más részeire különféle klasszicista motívumokat (vázát, füstölőt, gyöngysort, fáklyát, kartust) festettek. Alsó részére pedig egy mediterrán hangulatú tájképet, melyen kőfal, diadalív, híd és egy tó látható. A tavon egy csónakos ifjú, a kép hátterében lovas és gyalogos vándorok szerepelnek. Az oszlopot és a fejet dúsan faragták, spirálisan futó tölgyfalevéllel, makkokkal, kisásóval és gereblyével, valamint egy apró gyümölcsös kosárkával díszítették. A hárfa késő rokokó stílusban készült, előre vetítve a klasszicista divat elemeit.

### Története
A hárfa Pécsi József (1889–1956) fotóművész hagyatékából került a Zenetörténeti Múzeum tulajdonába 1972-ben, özvegyétől való vásárlás útján. Pécsi nemzetközi hírű műgyűjtő és a zeneművészet, valamint a 18. századi francia kultúra szerelmese volt, aki ebből a korból számtalan képző-, ipar- és bútorművészeti remeket gyűjtött. Két hárfával is rendelkezett. Az egyik a Holtzmann-, a másik egy Nadermann-hárfa volt. Utóbbit az Iparművészeti Múzeum vásárolta meg (lsz: 55.5065.1).
Pécsi özvegyének tudomása szerint a hárfa az Erdődy-család tulajdonában állt. Arra nincs adat, hogy korábban kié volt, vélelmezhető, hogy közvetlenül a hárfakészítőtől, azaz Holtzmannéktól vásárolták.
Az sem biztosan ismert, hogy mikor készült a hárfa és a család melyik tagjától származik. Közvetett bizonyítékok alapján az a valószínű, hogy az idősebb, dinasztiaalapító hangszerész, Gottfried Holtzmann készítette. Erre a feltevésre az ad alapot, hogy a hangszer nyaka közelében található egy feketetussal, kézzel készített mesterjegy, mely a „Holtzmann á Paris” feliratot tartalmazza. Hasonló mesterjegy egy Norvégiában található Holtzmann-hárfán látható, és erről biztosan tudják, hogy az idősebb mester alkotása.
A hangszer keletkezésnek datálásban a korabeli bútorstílusok adnak fogódzót. A klasszicista elemek alapján az feltételezhető, hogy a hárfát 1775 és 1780 között készítették.
A hárfát 1975-76-ban és 2008-ban restaurálták. 1984-ig a fertődi Esterházy-kastélyban volt kiállítva, majd az MTA Zenetörténeti Múzeum régi állandó kiállításán volt látható. Jelenleg a múzeum kapujában üvegvitrinben áll.